# Bartomeu Marí Marí
Bartomeu Marí Marí (Eivissa, 1902 - 1998) fou un farmacèutic, òptic, mestre i empresari eivissenc, fill de l'industrial i polític Miquel Marí Pol.
El 1932 es llicencià en farmàcia a la Universitat de Barcelona i el 1934 va obrir una farmàcia al carrer d'Anníbal de la vila d'Eivissa. Del 1935 al 1972 fou nomenat professor de matemàtiques, física i química de l'Escola d'Arts Aplicades i Oficis Artístics. De 1940 a 1962 fou inspector farmacèutic municipal de l'Ajuntament de Formentera i de Sant Joan de Labritja i fundà les empreses Ópticas Dr. Marí i Laboratorios Dr. Marí.
Col·laborà des del 1949 en la secció de ciències de l'Institut d'Estudis Eivissencs i hi contribuí amb la investigació i recollida de materials de la història natural d'Eivissa i Formentera, i el 1960 publicà "Ibiza y sus islotes adyacentes. Observaciones de un farmacéutico a la Revista de la Real Academia de Farmacia. També fou cap del Servei d'Anàlisis Clíniques a la Seguretat Social d'Eivissa de 1955 a 1971. Alhora, el 1959 es diplomà en òptica oftàlmica i acústica audiomètrica a la Universitat de Madrid i el 1960 ingressà a la Reial Acadèmia de Farmàcia de Barcelona. El març de 1970 fou investit doctor per la Universitat d'Alcalá de Henares i esdevingué membre de la Reial Acadèmia de Doctors de Barcelona. El 1993 va rebre la Medalla d'Or de la Comunitat Autònoma de les Illes Balears.